# Danielle Marsh
Danielle June Marsh (Newcastle, 11 de abril de 2005), conhecida profissionalmente como Danielle (hangul: 다니엘), é uma cantora australiana e sul-coreana. Ela começou sua carreira na indústria do entretenimento fazendo várias aparições na televisão quando criança, antes de estrear como integrante do grupo feminino sul-coreano NewJeans em 2022. No ano seguinte, Marsh se aventurou na atuação, dando voz a Ariel na dublagem coreana da adaptação live-action do filme A Pequena Sereia (1989).

## Início de vida
Danielle June Marsh, também chamada Mo Ji-hye (hangul: 모지혜), nasceu em 11 de abril de 2005, em Newcastle, Nova Gales do Sul, Austrália, filha de um pai australiano e uma mãe sul-coreana. Ela tem uma irmã mais velha chamada Olivia Marsh (hangul: 모규나 ; Mo Gyu-na), uma cantora que fez sua estreia em 2024. Em 2009, aos quatro anos de idade, Marsh e sua família se mudaram para Paju, província de Gyeonggi, Coreia do Sul.

## Discografia

### Singles
| Título                          | Ano  | Melhores posições nas paradas | Álbum            |
| Título                          | Ano  | KOR                           | Álbum            |
| ------------------------------- | ---- | ----------------------------- | ---------------- |
| "Part of Your World" (저곳으로) | 2023 | —                             | A Pequena Sereia |

### Créditos de composição
Todos os créditos das canções são adaptados do banco de dados da Korea Music Copyright Association, salvo indicação em contrário.
| Ano  | Artista   | Canção                   | Álbum                     | Letrista  | Letrista                                                                                     | Compositor | Compositor |
| Ano  | Artista   | Canção                   | Álbum                     | Creditada | Com                                                                                          | Creditada  | Com        |
| ---- | --------- | ------------------------ | ------------------------- | --------- | -------------------------------------------------------------------------------------------- | ---------- | ---------- |
| 2022 | NewJeans  | "Attention"              | New Jeans                 | Yes       | Gigi, Duckbay, 250                                                                           | Não        | N/A        |
| 2023 | NewJeans  | "Super Shy"              | Get Up                    | Yes       | Kim Dong-hyun, Gigi, Kristine Bogan, Erika de Casier, Frankie Scoca                          | Não        | N/A        |
| 2023 | NewJeans  | "Cool with You"          | Get Up                    | Yes       | Kim Dong-hyun, Gigi, Erika de Casier, Park Jin-su, Frankie Scoca                             | Não        | N/A        |
| 2023 | NewJeans  | "ASAP"                   | Get Up                    | Yes       | Gigi, Erika de Casier, Fine Glindvad Jensen, Catharina Stoltenberg, Henriette Motzfeldt, 250 | Não        | N/A        |
| 2024 | NewJeans  | "How Sweet"              | Adicionado à nenhum álbum | Yes       | Sarah Aarons, Gigi, Elvira Anderfjärd, Oscar Scheller, Stella Bennett, Tove Burman, 250      | Não        | N/A        |
| 2024 | Ela mesma | "Butterflies (With You)" | Adicionado à nenhum álbum | Yes       | —                                                                                            | Yes        | —          |

## Filmografia

### Filmes
| Ano  | Título           | Papel | Notas                          | Ref.   |
| ---- | ---------------- | ----- | ------------------------------ | ------ |
| 2023 | A Pequena Sereia | Ariel | Participou da dublagem coreana | [ 15 ] |

### Programas de televisão
| Ano  | Título               | Papel     | Ref.   |
| ---- | -------------------- | --------- | ------ |
| 2011 | Rainbow Kindergarten | Ela mesma | [ 16 ] |
| 2012 | Shinhwa Broadcasting | Ela mesma | [ 16 ] |
| 2012 | Jesse's Play Kitchen | Ela mesma | [ 7 ]  |